# Snäcköfjärden
Snäcköfjärden är en fjärd i Åland (Finland). Den ligger i den nordvästra delen av landskapet, 29 km norr om huvudstaden Mariehamn.
I omgivningarna runt Snäcköfjärden växer i huvudsak barrskog. Runt Snäcköfjärden är det glesbefolkat, med 19 invånare per kvadratkilometer.